# Херсонский легкоконный полк
Херсонский легкоконный полк, Херсонский легко-конный полк — армейская кавалерийская часть (легкоконный полк) Вооружённых сил Российской империи (ВС России).
28 июня 1783 года, после присоединения Крыма (Крымское ханство) к России, для сформирования регулярной лёгкой конницы в Вооружённых силах Российской империи, из Венгерского и Молдавского гусарских полков составлен Херсонский легкоконный полк. Нижние чины, служившие в этом полку, по сравнении с прочими войсками ВС России,  пользовались значительным преимуществом: срок службы для них был только 15-ти летний, а кто оставался на сверхсрочную службу награждались особой золотой и серебряной медалями. 

## История
28 июня 1783 года, когда было Высочайше утверждено положение о регулярной коннице, был сформирован из армейских регулярных Венгерского и Молдавского гусарских полков Херсонский легкоконный полк, в составе шести эскадронов. Херсонский полк вошёл в состав Екатеринославской конницы. В этом же году Херсонцы, совместно с остальными частями, участвовали в наведении порядка в Крыму после отречения крымского хана от престола, и передачи всех своих владения в состав России, когда начались восстания во многих селениях перекопских и крымских татар.
В 1788 году формирование участвовало в Русско-турецкой войне, в осаде и штурме Очакова. В 1789 году полк участвовал в осаде Бендер. В составе бригады А. П. Тормасова отличился под Бабадагом и в Мачинском сражении. 
14 сентября 1790 года переформирован в регулярный Херсонский казачий полк Екатеринославского войска с присоединением Александрийского легкоконного полка.
31 января 1792 года переформирован в Херсонский легкоконный полк с отделением Александрийского легкоконного полка.
В 1794 году в составе отряда генерала Н. И. Дивова участвовал в подавлении Польского восстания и сражении с корпусом Зайончека между Холмом и Дубенковым.
Император Павел I 29 ноября 1796 года расформировал Херсонский легкоконный, а его личный состав направил на укомплектование прочих полевых полков.

## Вооружение и снаряжение
Вооружение и снаряжение военнослужащего Херсонского легкоконного полка составляли:
- карабин;
- пистолеты;
- сабля в металлических ножнах;
- кожаная ташка.

## Обмундирование
Обмундирование военнослужащего Херсонского легкоконного полка состояло из:
- синей суконной куртки с красным воротником, обшлагами и лацканами;
- красные шаровары, обшитых внизу кожаными крагами;
- поярковая каска, с белым плюмажем.

Цвет полкового прибора: все металлические части, погоны, аксельбанты, плюмаж, на каске, были белого цвета. 

## Командир (годы)
- И. Глазенап, бригадир (1795);

## Известные люди, служившие в полку
- С. Г. Гангеблов, поручик[4];
- Р. Ф. Гернгросс;